# Indice d'affaiblissement acoustique
L'indice d'affaiblissement acoustique (acoustic intensity level ou sound intensity level en anglais), noté {\displaystyle R}, d'une structure permet de caractériser son affaiblissement acoustique. Il est défini à partir de la transparence acoustique, {\displaystyle \tau }, de cette structure et a pour expression :
{\displaystyle R=10\cdot \log _{10}\left({\frac {1}{\tau }}\right)\ \ \ {\text{(en dB)}}}.
La transparence acoustique depuis le milieu 1 vers le milieu 2 est égale au rapport des intensités (ou des puissances) acoustiques des deux milieux :
{\displaystyle \tau ={I_{2} \over I_{1}}={P_{trans} \over P_{inc}}}
avec :
{\displaystyle I_{i}}, l'intensité acoustique (sound intensity en anglais) du milieu {\displaystyle i} (en  W·m-2).
L'isolation phonique désigne la propriété de la paroi de réduire la part de la puissance transmise {\displaystyle P_{trans}}. La puissance incidente est {\displaystyle P_{inc}}.
Les facteurs de base qui déterminent l'indice d'affaiblissement d'une paroi plane et homogène sont la masse surfacique, la raideur, les dimensions, les conditions de fixation et l'amortissement interne.